# Doebrovka
Doebrovka (Russisch: Дубровка uitspraakⓘ) is een station aan de Ljoeblinskaja-lijn van de Moskouse metro. 

## Geschiedenis
Het station maakt deel uit van het eerste deeltraject van lijn 10 en het was de bedoeling dat het in 1993 geopend zou worden als onderdeel daarvan. Het 62 meter diep gelegen station was ook op tijd gereed maar de schacht voor de roltrappen stuitte op hydrologische moeilijkheden. Om de schacht te kunnen boren moest de slappe grond vlak onder straatniveau bevroren worden. Door lekkages bij de aangrenzende industrie kwam echter steeds weer warm water in de bodem zodat de plaatselijke bevriezing mislukte. In verband met hiermee werd, het aanvankelijke niet geplande, Kozjoechovskaja aan het project toegevoegd. Gedurende meer dan vier jaar moesten de treinen het station zonder stoppen passeren. De Roebelcrisis speelde de bouwers in de kaart, door afnemende bedrijvigheid kwam een einde aan de lekkages en kon de schacht in 1999 alsnog voltooid worden. Het station tussen Krestjanskaja Zastava en Kozjoechovskaja werd op 11 december 1999 geopend.

## Ontwerp en afwerking
Doebrovka is ontworpen als pylonenstation, maar met een nieuwe constructie. In plaats van de middenhal verhoogd in middelste tunnel aan te brengen zijn de perrons, de pylonen  en de centrale hal gebouwd op een doorlopende bodemplaat zonder ruimtes onder de centrale hal . De pylonen en wanden van het station zijn afgewerkt met lichtkleurig marmer, de vloer is betegeld met grijs, rood en zwart graniet. De lampen zijn aangebracht in lijsten boven de doorgangen en verlichten het station zowel direct als indirect door reflectie tegen het witte plafond. In de noordelijke wand is het mozaïek Gouden Vis van de kunstenaar Zoerab Tsereteli opgenomen. De roltrappen verbinden de zuidkant van de centrale hal met een voetgangerstunnel onder de Sjarikopodsjipnikovskaja straat. Aan de oostkant van de voetgangerstunnel zijn twee toegangen bij de Moskouse kogellagerfabriek en winkelcentrum Doebrovka, aan de westkant is een toegang van waar reizigers via een groenstrook het ongeveer 700 meter zuidelijker gelegen, gelijknamige station van de Moskouse centrale ringlijn (MZD) kunnen bereiken. Vlak ten zuiden van het station ligt een keerspoor tussen de twee doorgaande sporen waar treinen uit het noorden kunnen keren.     

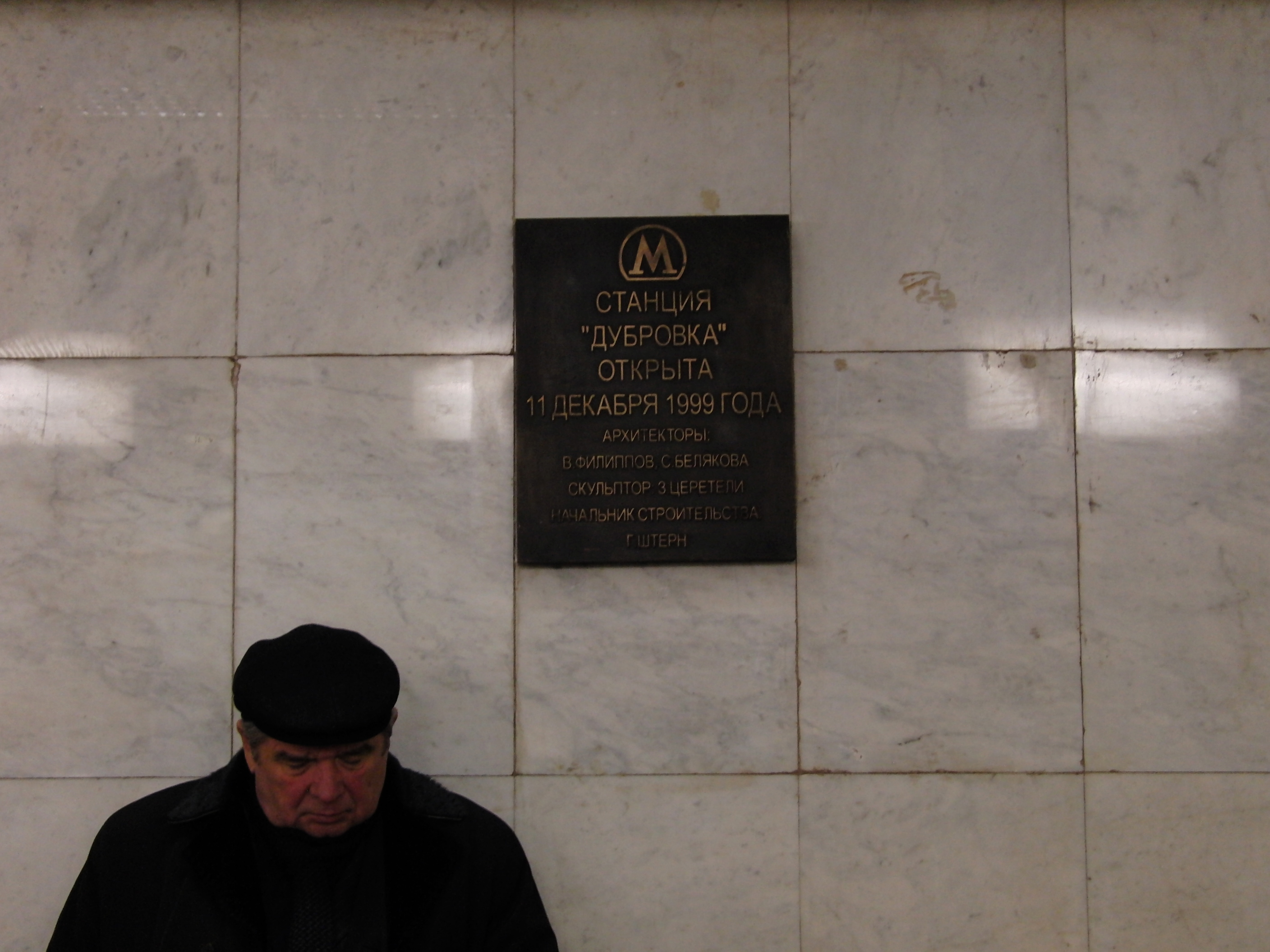
Het officiële naambord
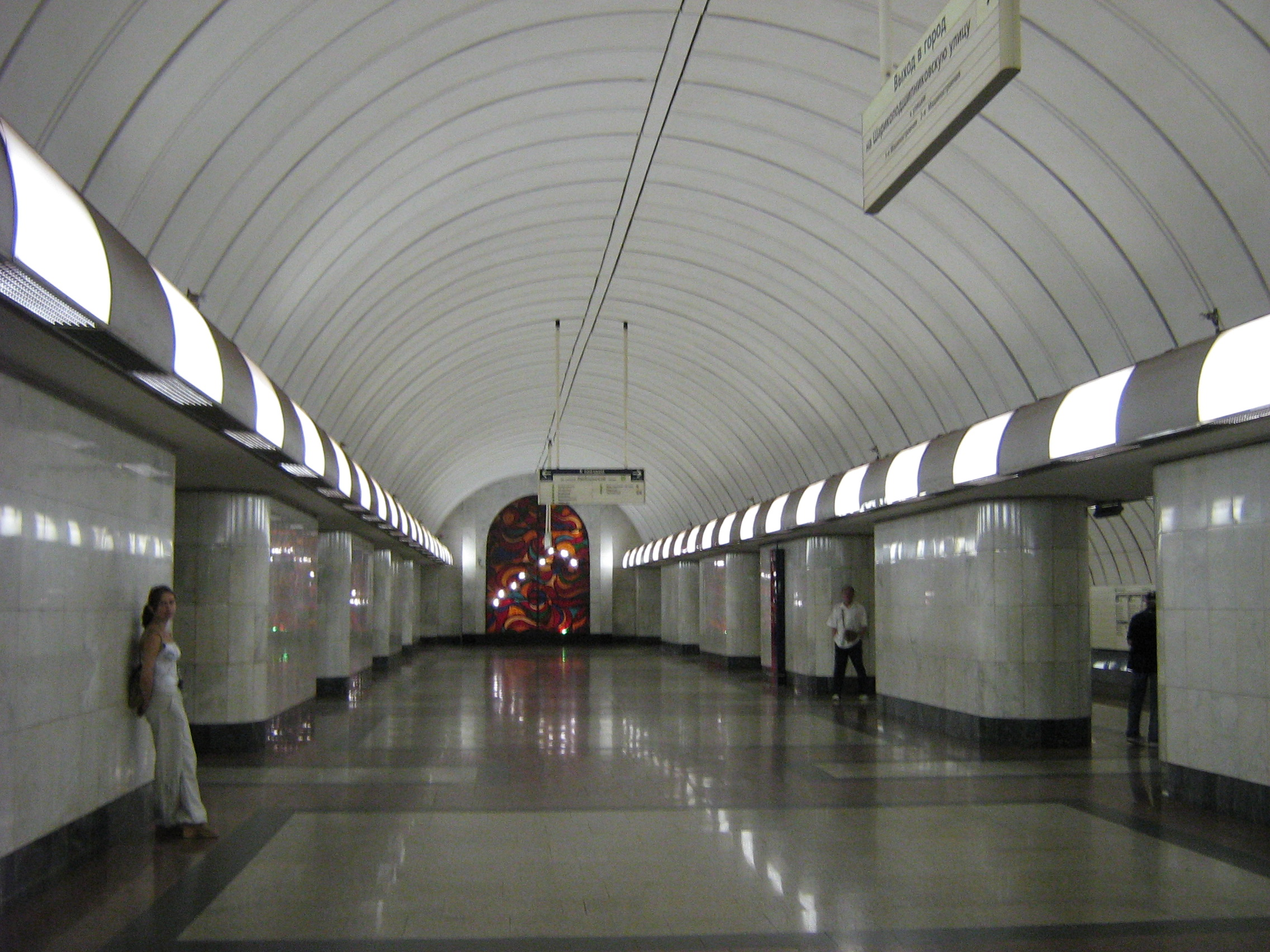
De centrale hal met het mozaïek aan de noordzijde
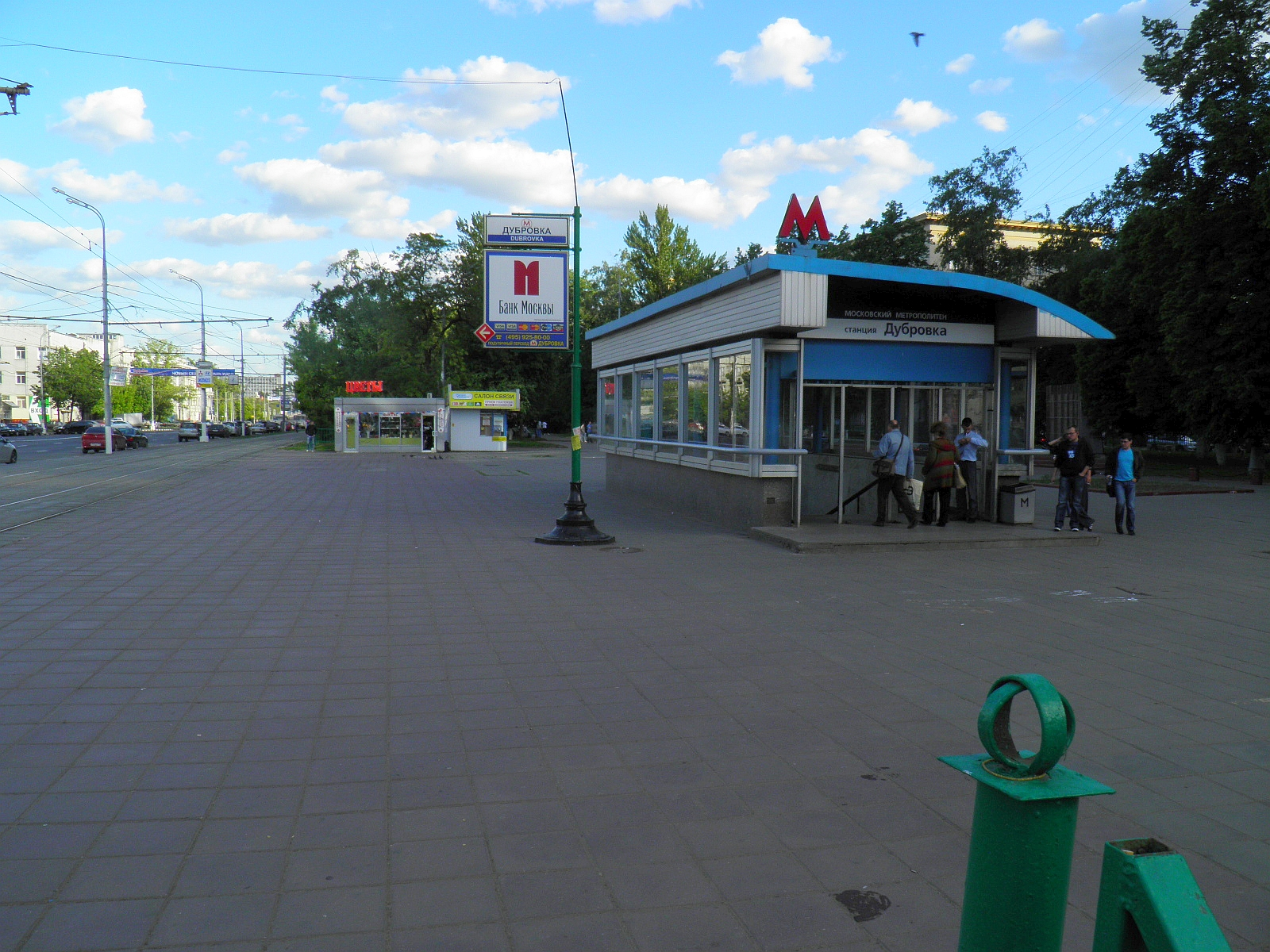
De westelijke toegang